# Истон (Илиноис)
Истон (енгл. Easton) град је у америчкој савезној држави Илиноис.

## Демографија
По попису из 2010. године број становника је 321, што је 52 (-13,9%) становника мање него 2000. године.
| Група             | 2000.       | 2010.       |
| Белци             | 370 (99,2%) | 311 (96,9%) |
| Афроамериканци    | 0 (0,0%)    | 4 (1,2%)    |
| Азијати           | 0 (0,0%)    | 0 (0,0%)    |
| Хиспаноамериканци | 1 (0,3%)    | 5 (1,6%)    |
| Укупно            | 373         | 321         |